# 睦鄰運動
睦鄰運動（Settlement movement）是一個社會改革運動，起源於19世紀後半的英國，在1920年代於英國和美國達到高峰。大幅影響近代的社會福利與社會工作的發展，是今日社區工作的先聲。主張受教育的志願服務者和窮人住在相同地方共同生活，並領導鄰里改革和提供教育與服務。

## 起源

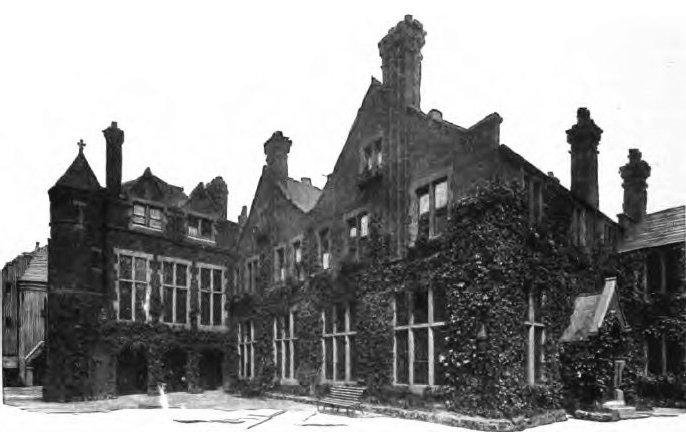
湯恩比館，成立於1884年，圖片拍攝於1902年。

睦鄰運動最初是由英國牛津大學畢業生丹尼生（Edward Denison）所啟發，他在畢業後特別去了解貧困和勞動階級的痛苦，意識到僅僅是進行慈善活動和施捨是不夠的，而是需要以｢好的教育｣來促進勞動階級的社會正義與培養領導人才。
同樣也是牛津大學的畢業生，倫敦東區白教堂的巴涅特教士（Canon Samuel Augustus Barnett），受到丹尼生影響，他向牛津與劍橋大學投書，描述貧窮與惡劣生活環境的情景，並且說明可能如何幫助他們。大學生受到他的呼籲，用行動付出服務，在倫敦東區建立並維持｢睦鄰之家｣，1884年被命名為湯恩比館，以紀念曾在此服務的牛津學者湯恩比（阿诺尔德·汤因比）。

## 發展
睦鄰運動很快傳播到其他大城市，從英國傳到歐洲本土，再傳到美國。在美國，睦鄰運動被更進一步地運用到其他領域，包含改善公共衛生、工作環境、住宅、教育等等。其功能也不斷擴大，例如盲人閱讀服務、小額貸款、社會聯誼、貧民法律服務、兒童俱樂部等等。貧窮者可以藉由獲取知識和技能提高生活水準，獲得社會支持與友誼。

## 工作方法
巴涅特認為，進行睦鄰工作的第一件事就是獲取該地區的詳細情況，了解該地人口結構、生活情況以及需求。睦鄰工作者和當地居民互相討論解決當地問題的辦法，服務工作者和居民的地位是平等的，形成實務工作的原則。強調鄰里和團體的互動也成為社會工作中團體工作方法的基礎。

## 影響
睦鄰工作一大重要成果便是提高國家對貧窮的認識，許多睦鄰工作者後來也成為推動國家社會福利政策的重要人物，例如英國福利國家的創建者：贝特丽丝·韦伯、Robert L. Morant等人。

## 參看
- 社會工作
- 團體工作

### 書籍
1. David Howe著，林萬億、陳香君等譯，社會工作理論導論，五南圖書出版股份有限公司，2011，ISBN 978-957-11-6311-6。